# Hisashi Yokoshima
Hisashi Yokoshima (jap. 横島久 Yokoshima Hisashi; ur. 28 grudnia 1957 w Ibaragi) – japoński kierowca wyścigowy.

## Kariera
Yokoshima rozpoczął karierę w międzynarodowych wyścigach samochodowych w 1987 roku od startów w Japanese Touring Car Championship. Z dorobkiem 66 punktów uplasował się na siódmej pozycji w klasyfikacji generalnej. Rok później w tej samej serii był już mistrzem. W późniejszych latach Japończyk pojawiał się także w stawce Japońskiej Formuły 3, European Touring Car Championship, All Japan Sports Prototype Car Endurance Championship, 24-godzinnego wyścigu Le Mans oraz Sportscar World Championship.